# Erdőaljarakottyás
Erdőaljarakottyás település Romániában, Szilágy megyében.

## Fekvése
Szilágy megyében, Kémer szomszédjában fekvő település.

## Története
1956-ig története megegyezik Kémer történetével.
1956-ban vált külön településsé.
Az 1956-ban a népszámlálási adatok szerint 113 lakosa volt.